# Campus des Cézeaux
Le campus des Cézeaux est un campus universitaire situé au sud de la ville de Clermont-Ferrand, plus précisément dans la ville d'Aubière, dans le département du Puy-de-Dôme en région Auvergne-Rhône-Alpes.
Il abrite les composantes de l'université Clermont-Auvergne liées aux sciences, technologie, ingénierie et mathématiques (UFR en Sciences et Technologies), des écoles d'ingénieurs (SIGMA Clermont, ISIMA Clermont-Ferrand et Polytech Clermont-Ferrand), ainsi que de nombreux laboratoires de recherche.
On y retrouve aussi l'institut universitaire de technologie Clermont Auvergne, composé de différents pôles technologiques : informatique, réseaux et télécommunications, biologie, génie industriel, maintenance et mesures physiques.

## Situation
Le campus des Cézeaux est implanté sur le plateau éponyme, situé à la frontière sud de Clermont-Ferrand et au nord de la ville d'Aubière. Du fait de sa localisation, il surplombe tout le sud de la métropole clermontoise. Il est traversé par divers chemins de randonnées se rendant à différents points de la métropole.
Le nom du quartier vient de l'occitan Sezotz et lui même de l'ancien occitan « el Sezoc Albeyrenc ».

### Moyens d'accès

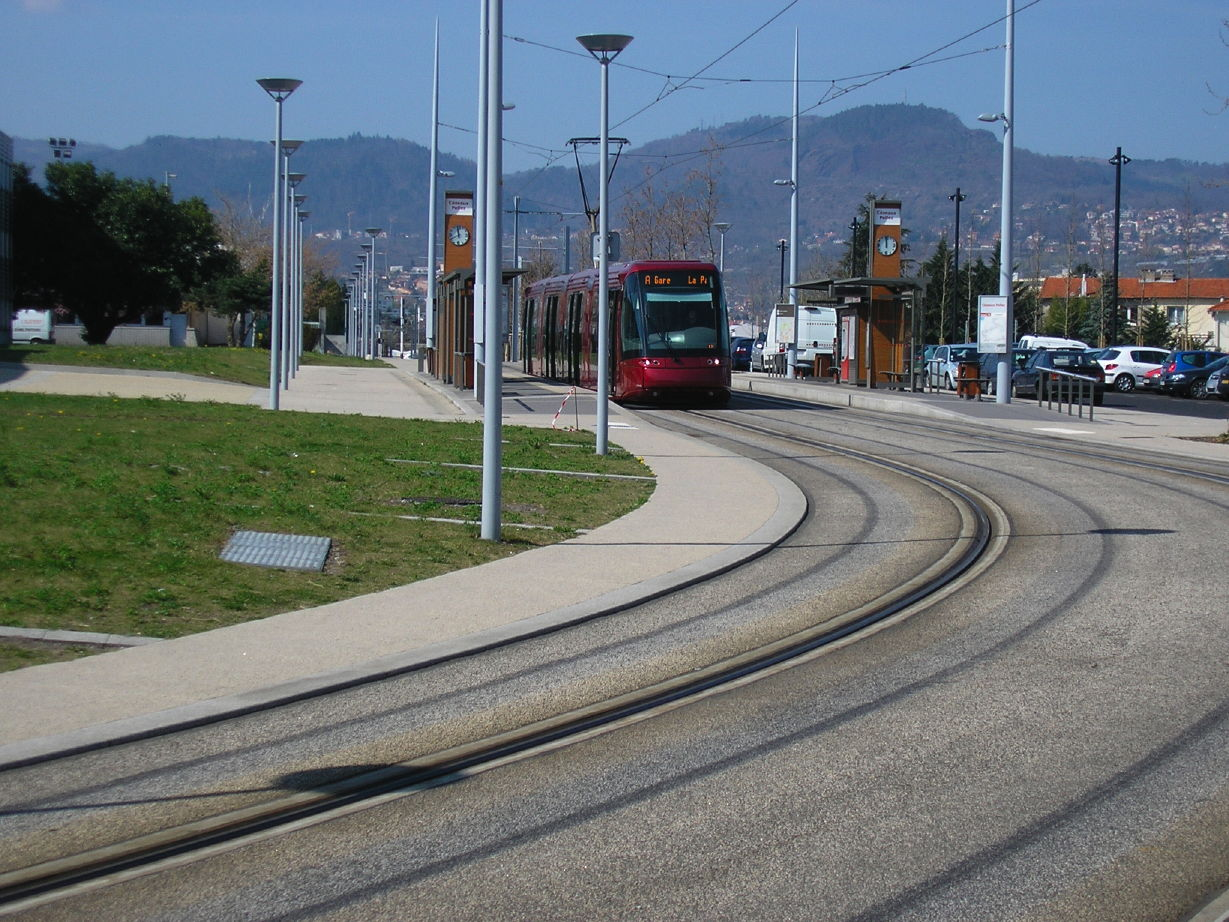
La ligne A du tramway de Clermont-Ferrand sur le campus

Le campus est accessible par route au moyen de trois entrées, une principale au nord et deux autres situées à l'Ouest, l'avenue Blaise Pascal, du nom du célèbre scientifique clermontois ayant vécu au XVIIe siècle, se chargeant de les relier en formant un circuit au sein même du campus.
Le campus est également desservi par les transports en commun clermontois (T2C) au moyen de la ligne A du tramway de Clermont-Ferrand qui traverse le campus sur trois stations : Cézeaux Pellez, UCA-Campus Cézeaux et Margeride ; et par la ligne 13 d'autobus avec la station Observatoire se situant à l'entrée nord.
Enfin, deux stations du service de vélopartage de la métropole clermontoise C.Vélo (Cézeaux-Pellez et Campus) sont présentes sur le campus.

## Composantes et établissements

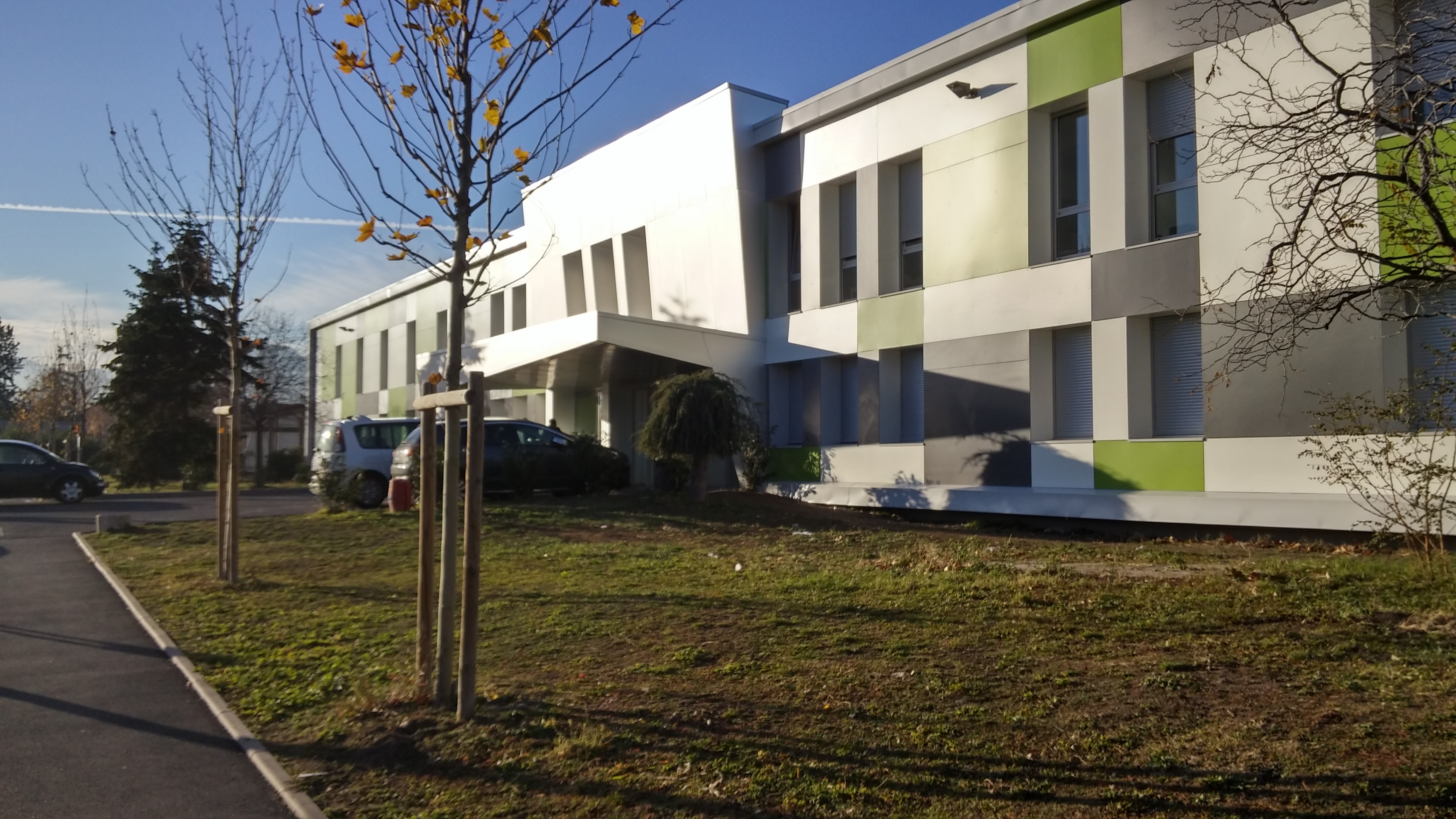
Bloc central de l'IUT de Clermont-Ferrand.

### Unités de formation et de recherche(UFR)
- École Universitaire de Physique et d’Ingénierie (équivalent d'une UFR, s'occupe des formations dans le domaine de la Physique)
- UFR Biologie
- UFR Chimie
- UFR de Mathématiques
- UFR Sciences et Techniques des Activités Physiques et Sportives (STAPS)

### Écoles d'ingénieurs
- Polytech'Clermont-Ferrand
- Institut d'Informatique (ISIMA)
- École d'ingénieurs SIGMA Clermont
- AgroParisTech (antenne de Clermont-Ferrand)

### Laboratoires de recherche
- Institut Pascal (domaines de Génie des procédés, Mécanique, Robotique, Physique des Sciences de l'Information, Santé)
- Observatoire de physique du globe de Clermont-Ferrand (OPGC) :
  - Laboratoire magmas et volcans de Clermont-Ferrand (LMV)
  - Laboratoire de météorologie Physique (LaMP)
- Laboratoire d'informatique, de modélisation et d'optimisation des systèmes (LIMOS) [3]
- Laboratoire de Physique de Clermont Auvergne
- Laboratoire de Mathématiques Blaise Pascal (LMBP, UMR6620)[4]
- Laboratoire de Mécanique et Ingénieries (LaMI)
- Laboratoire des sciences et matériaux pour l'électronique et d'automatique (LASMEA)
- Laboratoire arc électrique et plasmas thermiques (LAEPT)
- Laboratoire de logique, algorithmique et informatique (LLAIC)
- Laboratoire de Thermodynamique des Solutions et des Polymères (LTSP)
- Institut de Chimie de Clermont-Ferrand (ICCF)
- Laboratoire des Adaptations Métaboliques à l'Exercice en conditions Physiologiques et Pathologiques (AME2P)
- Territoires UMR 1273[5]

### Établissement de recherche
- Institut national de recherche pour l'agriculture, l'alimentation et l'environnement (INRAE, anciennement IRSTEA, anciennement Cemagref)

## Équipements

### Bibliothèque universitaire
Le campus possède une bibliothèque universitaire, la bibliothèque des Sciences et technologies de l'Université Clermont-Auvergne.

### Équipements sportifs
Le campus dispose d'un ensemble sportif, plusieurs terrains extérieurs ainsi que le stadium Jean-Pellez.

## Services pour les étudiants
Le campus possède un restaurant universitaire (RU des Cézeaux), et deux cafétérias (Le Saxo, Le Resto U' de l'IUT).
Il comporte également deux cités universitaires et deux résidences étudiantes.